# Europeiska adressen

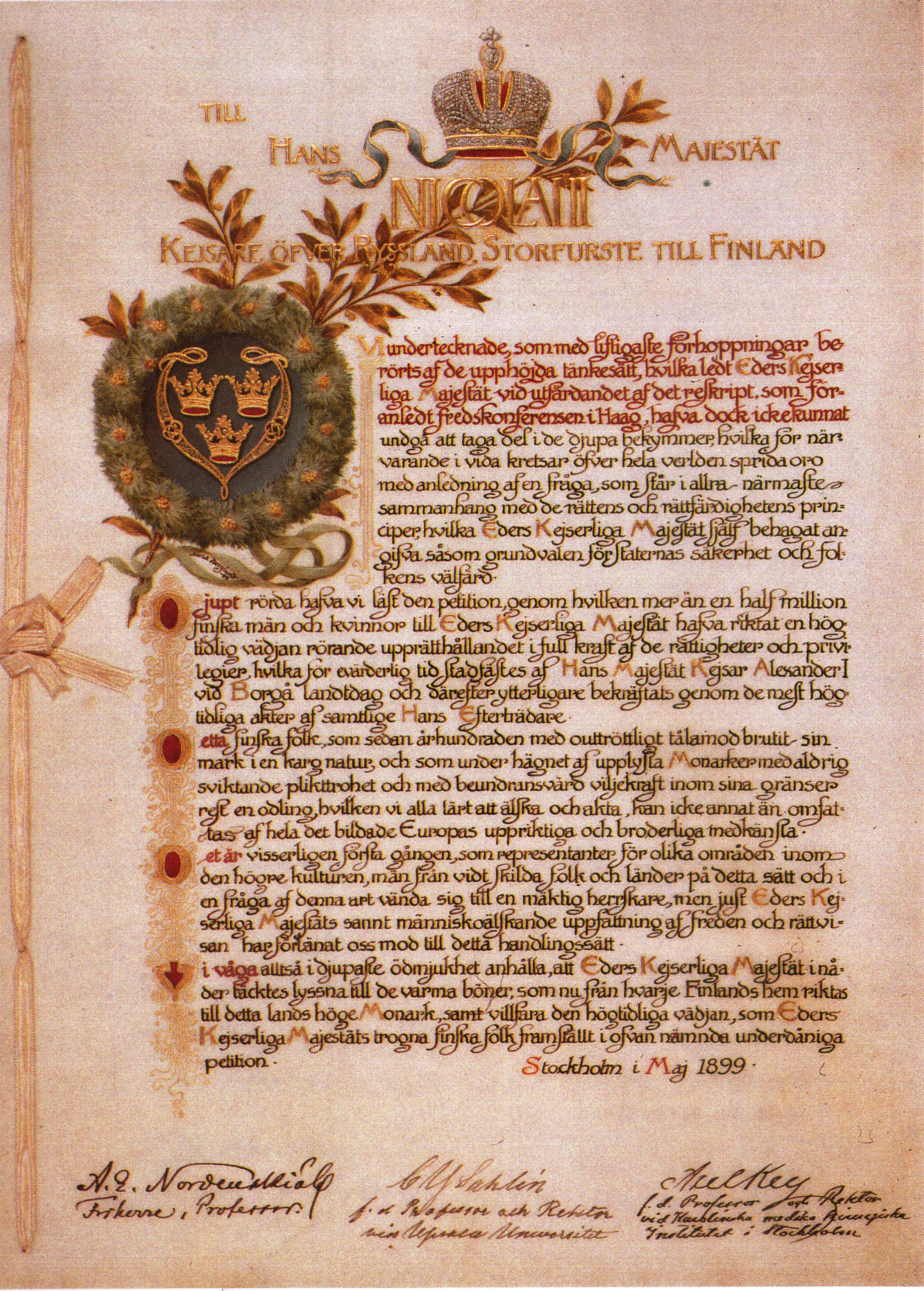
Den europeiska adressen, 1899.

Den europeiska adressen var en opinionsyttring av europeiska kulturpersonligheter sommaren 1899 mot russificeringen i Finland i allmänhet och februarimanifestet i synnerhet.
Initiativet till adressen togs i Finland av Konni Zilliacus. Framstående män i det finländska samhällslivet som Leo Mechelin, E.N. Setälä, Arvid Neovius verkade sedan som organisatörer. Sammanlagt 1050 underskrifter från ledande kulturpersonligheter samlades in i tolv länder, bland andra Emile Zola, Anatole France och Henrik Ibsen. Under tiden insamlades i Finland så många finländares namnteckning som möjligt, i något motsvarande, som kom att kallas Den stora adressen. Under några veckor fick samlade sammanlagt över en halv miljon namn in. Namnlistorna bands ihop till tjugosex bokband.

I slutet av juni 1899 reste en europeisk delegation till Sankt Petersburg med den europeiska adressen. I delegationen ingick senator Ludovic Trarieux från Frankrike, professor Emilio Brusa från Italien, professor Willem van der Vlugt från Nederländerna, professor Adolf Erik Nordenskiöld från Sverige, professor Waldemar Christopher Brøgger från Norge och professor Carl Martin Norman-Hansen från Danmark. Efter att förgäves ha försökt få audiens hos tsaren återvände delegationen genom Finland, där den fick ett översvallande mottagande. Adressen publicerades som Pro Finlandia. 1899. Les adresses internationales à S.M. L'Empereur-Grand Duc Nicolas II.
Den europeiska adressen, originalet, deponerades i Haag fram till 1921, då den donerades till Finland.